# اسماعیل دولتشاهی
اسماعیل دولتشاهی یا دکتر اسماعیل دولتشاهی(زاده: ۱۳۰۶ خورشیدی در کرمانشاه، درگذشت: ۱۸ بهمن ۱۳۸۲ خورشیدی در تهران)، نویسنده، مترجم و روزنامه‌نگار برجسته و نامدار ایرانی، و استاد و مدّرس تاریخ عمومی جهان و تاریخ تمدّن در دانشسرایعالی تهران (دانشگاه خوارزمی امروزی) بود.
به وی بخاطر نقش مهم و محوری که در تألیف کتاب‌های درسی تاریخ ایفا نموده‌است، لقب آموزگار آموزگاران کشور، طیّ دو نسل در تاریخ عمومی داده شده‌است. از به یادماندنی‌ترین آثار او، ترجمه برخی مجلدات اثر عظیم و بی بدیل ویل دورانت، با عنوان تاریخ تمدن می‌باشد که ترجمه تمام آن، توسط جمعی از مترجمین کهنه کار و زبردست ایرانی صورت گرفته‌است. وی بر حسب تفنن شعر هم می‌سرود.

## سالهای نخست زندگی و تحصیلات
اسماعیل دولتشاهی در سال ۱۳۰۶ خورشیدی در شهر کرمانشاه به دنیا آمد. وی از نوادگان امام قلی میرزا عمادالدوله ششمین پسر محمدعلی میرزا دولتشاه فرزند بزرگ و ارشد فتحعلی شاه قاجار بود. دولتشاه برای سالیان دراز حاکم غرب ایران به‌شمار می‌آمد.
تحصیلات ابتدایی و متوسطه خویش را در زادگاهش به پایان رسانید و در سال ۱۳۲۶ خورشیدی در رشته حقوق دانشگاه تهران پذیرفته شد امّا پس از یکسال تحصیل در رشته حقوق، این رشته را ناتمام گذاشت و از ادامه تحصیل انصراف داد.
وی در شهریور ۱۳۲۷ به آمریکا سفر کرد و در دانشگاه برکلی کالیفرنیا واقع در نزدیکی سانفرانسیسکو به تحصیل تاریخ مشغول شد و با درجه BA در تاریخ به دریافت دانشنامه لیسانس نائل آمد. وی سپس عازم سوئیس شد و لیسانس تاریخ عمومی را از دانشگاه ادبیات ژنو دریافت نمود.
اسماعیل دولتشاهی در ۱۳۳۳ به پاریس رفته و با پیشنهاد موضوع پایان‌نامه دکترای خود، تحت عنوان اختلاف ایران و انگلیس بر سر هرات به تحصیل مشغول شده و در ۱۳۳۸ با اخذ دکتری به ایران برگشت.

## پایان‌نامه او و اهمیت آن
پایان‌نامه دکترای دکتر دولتشاهی به لحاظ پرداختن به یک موضوع تاریخی اساسی و مهم، حائز اهمیت تلقی می‌شود. این پایان‌نامه که بخش‌هایی از آن، در فروردین و اردیبهشت سال ۱۳۴۵ و در شمارهای ۳ و ۴ دوره شانزدهم مجله ادبی سخن و تحت عنوان «سفارت فرّخ خان و عهدنامه پاریس» به چاپ رسیده‌است، در اصل به زبان فرانسه بوده‌است. دکتر دولتشاهی در این نوشته خویش، زمینه اختلاف میان دولت ایران و انگلیس بر سر هرات را، عهدنامه تجاری ترکمانچای می‌دانست که بر مبنای آن، ایران به روسیه حق می‌داد تا در هر شهری از شهرهای ایران که روسها مایل باشند، کنسولگری به راه اندازند، کنسول بفرستند و کمپانی و تجارتخانه بنا کنند. روس‌ها در هرات نیز همین را از دولت ایران می‌خواستند ولی دولت انگلیس اجازه نمی‌داد، چون معتقد بود که منافع اقتصادی دولتش در هند به خطر می‌افتد. این مسائل به رو در روئی دو کشور در زمان فتحعلیشاه، محمدشاه و حتّی ناصرالدین شاه انجامید که منجر به امضاءِ عهدنامه پاریس در زمان صدارت میرزا آقاخان نوری گردید.
دولتشاهی بعد از این توضیحات اهمیت پایان‌نامه دکتری خود را استفاده از اسناد معتبر در انگلیس و دیگر کشورهای اروپائی دانسته‌است. این پایان‌نامه با نظارت و مشاوره و راهنمائی پروفسور رُنُووَن، عضو آکادمی فرانسه و استاد وی در دانشگاه پاریس تدوین شده و با درجه «افتخارآمیز» که بالاترین درجه علمی پایان‌نامه‌ها در فرانسه می‌باشد، پذیرفته گردیده‌است.

## پس از بازگشت به ایران
دکتر دولتشاهی پس از بازگشت به ایران، مدّتی سمت ریاست کتابخانه وزارت صنایع و معادن را یافت. وی همچنین همکاری خود را با دانشسرای‌عالی از سال ۱۳۴۰، با سمت دانشیاری آغاز نمود و در رشته تاریخ این دانشسرا به تدریس پرداخت. وی تدریس در مراکز آموزش عالی را تا سال‌های آخر عمر که به تدریس در دانشگاه آزاد اسلامی پرداخت، رها نکرد. دکتر دولتشاهی در سال ۱۳۴۵ به درجه استادی رسید و از همین سال در کنار دکتر محمّد جواد مشکور که در آن هنگام ریاست گروه تاریخ دانشسرای‌عالی را به عهده داشت، در سمت معاونت گروه به همکاری پرداخت و تا سال ۱۳۵۲ آن را ادامه داد. وی در سال ۱۳۵۸ مدیر گروه تاریخ دانشسرای‌عالی شد و در همین سال بنا به تقاضای خودش بازنشسته گردید.
دولتشاهی طی سالیان متمادی علاوه بر تعلیم دانشجویان، به کار تحقیق و ترجمه و تألیف نیز پرداخت و مدّتی در نگارش بخش تاریخ جهان که در سازمان چاپ کتب درسی تاریخ در دست تألیف بود، با استادانی چون دکتر عبدالحسین نوایی و دکتر محمدجواد مشکور همکاری داشت.
دکتر دولتشاهی با تأسیس گروه تاریخ دانشگاه آزاد اسلامی واحد شهرری، همکاری خود را با این دانشگاه آغاز و تا بهار ۱۳۸۰ در رشته تاریخ، واحد متون تخصصی زبان انگلیسی را تدریس کرد.
وی اهل شعر نیز بود و گاهی اشعاری می‌سرود و به مقتضای کلام از آن‌ها بهره می‌برد. از وی مقالات متعددی در دوره‌های مختلف مجلّه ادبی سخن و ایران زمین و برخی مجلات و نشریات دیگر به یادگار باقی‌مانده‌است.
فرسایش جسمانی او در طول سال‌ها کار و تلاش، باعث شد که وی در آخرین سال‌های عمر برای حرکت از دو عصا استفاده نماید و سرانجام نیز دفتر زندگانی این استاد گرانقدر و مترجم نامدار، به‌دلیل فرسایش شدید جسمانی در بهمن ماه سال ۱۳۸۲ بسته شد. پیکر وی در بهشت زهرای تهران به خاک سپرده شد.

## آثار
دکتر دولتشاهی در طی سالیان طولانی تدریس خود در مراکز آموزش عالی، کتاب‌ها و مقالات متعددی در زمینه تاریخ و ادبیات جهان تألیف و ترجمه نمود. وی مترجمی زبردست و صادق بود و عمدهٔ شهرت او نزد اهل کتاب به خاطر ترجمه‌هایش می‌باشد. از جمله آثار منتشر شده وی می‌توان به موارد ذیل اشاره کرد:

### تألیفات
۱. تاریخ ایران سال اوّل دانشسراهای راهنمایی تحصیلی علوم انسانی، (با همکاری دکتر محمدجواد مشکور)، تهران، آموزش و پرورش، ۱۳۵۶، ۱۳۵۷.
۲. تاریخ ایران سال دوم دانشسراهای راهنمایی تحصیلی علوم انسانی، (با همکاری دکتر محمدجواد مشکور)، تهران، آموزش و پرورش، ۱۳۵۶، ۱۳۵۷.
۳. تاریخ ایران سال دوم دانشسراهای مقدّماتی، تهران، آموزش و پرورش، ۱۳۵۶،۱۳۵۷.
۴. کلّیات تاریخ عمومی از کنگره وین تا جنگ جهانی دوم.
۵. تاریخ قدیم.
۶. تاریخ تمدن
۷. کتاب درسی تاریخ، دوره نظام جدید متوسطه با همکاری دکتر محمد جواد مشکور

### ترجمه‌ها
ترجمه‌های وی عبارتند از:
۱. اسلام، اثر دومینیک سوردل، تهران، سازمان کتاب‌های جیبی، ۱۳۴۱.
۲. انقراض سلسله صفویه، اثر لارنس لکهارت، تهران، بنگاه ترجمه و نشر کتاب، ۱۳۴۴ (این اثر بارها تجدید چاپ شد).
۳. هجوم افغان و زوال دولت صفوی، اثر جونس هنوی، تهران، انتشارات یزدان، ۱۳۶۸.
۴. زندگی نادرشاه، اثر جونس هنوی، تهران، انتشارات ترجمه و نشر کتاب، ۱۳۴۶.
۵. محاکمه‌های نهرو، اثر رام گوپال، تهران، بوف، ۱۳۵۰.
۶. طوفان، اثر ویلیام شکسپیر، ترجمه اسماعیل دولتشاهی و عبدالعلی دستغیب، تهران، بدیع، ۱۳۷۴.
۷. تاریخ فرهنگ چین، اثر جرالد فیتس (فیتز جرالد) و چارلز پاتریک، تهران، انتشارات علمی و فرهنگی، ۱۳۶۵.
۸. مسکو و ریشه‌های فرهنگ روسی، اثر آرتو ویس، بنگاه ترجمه و نشر کتاب، چ اوّل ۱۳۵۱، چ دوم ۱۳۶۵.
۹. بغداد (چند مقاله در تاریخ و جغرافیای تاریخی)، اثر عبدالعزیز دوری، ترجمه اسماعیل دولتشاهی و ایرج پروشانی، تهران، بنیاد دائرةالمعارف اسلامی، ۱۳۷۵.
۱۰. تعالیم مولوی، اثر هنری وینفیلد، تهران، آوا، ۱۳۶۳.
۱۱. تاریخ باستان (از دوران پیش از تاریخ تا مرگ یوستی نیانوس)، اثر چارلز الکساندر رابینسن، تهران، سازمان انتشارات آموزش انقلاب اسلامی، ۱۳۷۰.
۱۲. تاریخ تمدّن (عصر ناپلئون)، اثر ویل دورانت، ترجمه اسماعیل دولتشاهی و علی اصغر بهرام بیگی، تهران، علمی و فرهنگی، ۱۳۷۴.
۱۳. تاریخ تمدّن (آغاز عصر خرد)، اثر ویل دورانت.
۱۴. تاریخ قرون وسطی، اثر برانیت.
۱۵. طولانی‌ترین روز (رمان تاریخی)، اثر کرنلیوس.

### برخی از مقالات
مقالات گوناگونی از دکتر دولتشاهی به یادگار مانده که بیشتر آنها، در دوره‌های مختلف مجله ادبی سخن چاپ شده‌است. برخی از این مقالات عبارتند از:
۱. گفتاری دربارهٔ هنر دوره هخامنشی (تألیف)، سخن، ۱۵:۱۰۰۴ـ۱۰۱۰.
۲. روابط ایران و هلند در دوره صفویه (تألیف)، سخن، ۱۴:۴۴۳ـ۴۵۰.
۳. ایران و جنگ کریمه (تألیف)، سخن، ۱۴:۲۶۸ـ۲۷۵.
۴. سفارت فرّخ خان و عهدنامه پاریس (تألیف)، سخن، ۱۶:۲۳۹ـ۲۴۹، ۳۴۵ـ۳۵۴.
۵. سیاست روس و انگلیس در ایران در اواخر سلطنت فتحعلی‌شاه (تألیف)، سخن، ۱۴۷:۵۳۹ـ۵۴۴.
۶. محمّدشاه و هرات (نامه‌های تاریخی) (تألیف)، سخن، ۱۴:ص ۱۵۱ـ۱۵۳.
۷. مطلبی مجهول در تاریخ سیاسی ایران (تألیف)، سخن،۱۵:ص ۶۰۹ـ۶۱۳.
۸. ناصرالدّین شاه و انگلیسی‌ها و مسئله هرات (تألیف)، سخن، ۱۵:۲۷۰ـ۲۷۶.
۹. نامه‌ای منتشر نشده از قائم مقام (تألیف)، راهنمای کتاب،۵:۲۱۳ـ۲۱۵.
۱۰. نامه‌های تاریخی (تیرگی روابط ایران و انگلیس در زمان ناصرالدّین شاه) (تألیف)، سخن، ۱۴:۴۹ـ۵۷.
۱۱. ایران در زمان صفویه (تألیف)، کتابنمای ایران، تهران، ۱۳۶۶، ص ۳۸۱ـ۳۸۴.
۱۲. روابط ایران و آلمان (تألیف)، ایران زمین، ۱ (۱۳۶۰)، ش ۲، ص ۸۸ـ۹۴.
۱۳. اختلاف ایران و انگلیس بر سر هرات (تألیف)، تحقیق و بررسی توس، تهران، ۱۳۶۹، ص ۱۳۵ـ۱۹۰.
۱۴. روابط ایران و آلمان در زمان ناصرالدّین شاه (تألیف)، ایران زمین، ۱ (۱۳۶۰)، ش ۱، ص ۷۱ـ۸۴.
۱۵. عزل و محاکمه وزیر شاه سلطان حسین (تألیف)، سخن، ۱۷: ۱۵۵ـ۱۶۶.
۱۶. مجموعه اسناد و مدارک فرّخ خان امین‌الدّوله (تألیف)، [به کوشش کریم اصفهانیان و قدرت اللّه روشنی] سخن، ۱۷: ۱۱۶۱ـ۱۱۶۴.
۱۷. ورود ترکان به سرزمین‌های اسلامی (تألیف)، سخن ۲۳ (۲/۱۳۵۳):۶۰۰ـ۶۰۸،۷۳۰ـ۷۲۰.
۱۸. روابط ایران و آلمان در زمان ناصرالدّین شاه (ترجمه)، سخن، ۲۶ (۱۳۵۶): ۱۲ـ۲۴،۱۵۷ـ۱۶۸.
۱۹. واقعه رژی (ترجمه)، اثر نیکی کودی، سخن، ۲۳ (۳/۱۳۵۲): ۱۰۸۱ـ۱۰۹۲،۱۲۲۳ـ۱۲۳۳.
۲۰. گفتگویی دربارهٔ هنر ایران (مصاحبه با گیرشمن) (ترجمه)، اثر رومن‌گیرشمن، سخن، ۱۲:۱۱۷۰ـ۱۱۸۱.
۲۱. تکامل تاریخ نگاری در ایران (ترجمه)، اثر برتولد اشپولر، ترجمه اسماعیل دولتشاهی و کریم کریم پور، سخن، ۲۳ (۳/۱۳۵۲): ۲۱۱ـ۲۲۰.
۲۲. آثار جوینی و رشیدالدّین به عنوان منابع تاریخ مغول (ترجمه)، اثر جی بویل، سخن ۲۳ (۳/۱۳۵۲): ۵۰۷ـ۵۱۲.
۲۳. بررسی منابع تاریخی مربوط به دوره سلجوقی (ترجمه)، اثر کلود کاهن، ترجمه اسماعیل دولتشاهی و غلامرضا همایون، سخن، ۲۳ (۳/۱۳۵۲): ۲۷۶ـ۲۸۸،۳۹۶ـ۳۸۳.
۲۴. ملاقات سفیر پطر کبیر با شاه سلطان حسین (ترجمه)، اثر ولینسکی، سخن ۲۶ (۱۳۵۶): ۴۱۱ـ۴۲۱.

## دربارهٔ او
ناصر افشارفر که از دانشجویان به استادی رسیدهٔ دکتر دولتشاهی است، در مورد وی می‌نویسد:
او آموزگاری صبور و دلسوز برای همه آموزگاران که سرنوشت علمی دانش‌آموزان ایران را به عهده داشتند، بود. نه این ادعای راقم سطور باشد، بل نظر همه کسانی است که معاشر، همدم و فخر شاگردی وی را داشته‌اند.
دکتر اسماعیل دولتشاهی محجوب و بی ادعا بود. کمتر در مورد مسائل تاریخی یا زندگی روزمره حکمی صادر می‌کرد. او همیشه نظریات موافق و مخالف را در کنار هم می‌گذاشت و دوست داشت که دانشجویانش خود قضاوت کنند نه آنکه او حکمی صادر و دیگران را موظف به اجرایش نماید. در طی سال‌های متمادی که شاگردش بودم، هرگز او را مبلّغ نظر یا اندیشه‌ای خاص ندیدم مگر مطرح کردن آن اندیشه. قضاوت نهائی در مورد هر نظریه با خود دانشجو بود.
دکتر دولتشاهی فقط معلم دبیران کشور نبود، بلکه به واقع آموزگار همه آموزگاران کشور طی دو نسل به‌شمار می‌رفت. زیرا در زمان تصدی دکتر عبدالحسین نوائی در سازمان چاپ کتب درسی تاریخ و گروه تاریخ این سازمان از دکتر دولتشاهی و مرحوم دکتر محمدجواد مشکور جهت تنظیم و تدوین و نگارش کتاب تاریخ برای دانشسراهای کشور اعم از مقدماتی و راهنمائی دعوت به عمل آمد. در تمام این کتب دکتر دولتشاهی نگارش بخش تاریخ جهان و دکتر محمدجواد مشکور قسمت تاریخ ایران را به عهده گرفتند.
دکتر دولتشاهی علاوه بر مورّخی دقیق و محقّقی جستجوگر، مترجمی صادق و ادب دوست بود. معاشر نویسندگان و دوستدار آثار ایشان بود و او انسانی قانع و منیع الطبع بود. وقتی برای چندمین بار کتاب انقراض سلسله صفویه دکتر لاکهارت چاپ می‌شد او که مترجمش به‌شمار می‌آمد اطلاعی نداشت و ناشر حتّی چند نسخه‌ای هم به رسم هدیه برای وی بود. خودش می‌گفت: پی‌گیری این قضایا نیاز بنیه جسمانی دارد. در عین حال خوشحالم که این کتاب مجدداً چاپ شده‌است. در میان کتاب‌های ترجمه ایشان با آثاری چون طوفان شکسپیر روبرو می‌شویم. او شعر می‌گفت و اشعارش را در آخرین روزهای عمر جمع‌آوری می‌کرد.

## نمونه‌هایی از اشعار
دو قطعه شعر ذیل که دکتر دولتشاهی آن‌ها را یرای یکی از شاگردانش خوانده و به گفته خود او، مصداق حال و حدیث نفس وی می‌باشد، به عنوان نمونه‌ای از اشعار چاپ نشدهٔ وی در اینجا ذکر می‌شود:

## شیر پیر
شنیدم یکی شیر در بیشه‌ای 	
نبودش به جز صید اندیشه‌ای
پس از چندی آن شیر نخجیرگیر 	
شد از گردش سال و ایّام پیر
دل آزرده زیر درختی نشست 	
لب از نعره و دیده از صید بست
غزالی در آن ناحیت لانه داشت 	
که آن شیر را سر به سر می‌گذاشت
شبی گفتش ای شیر پولاد تن 	
چرا هیچ حمله نیاری به من
نبینی تو پای ظریف مرا 	
تن ناتوان و ضعیف مرا
ز گفتار او شیر شد بس خجل 	
برآورد آهی غم افزا ز دل
بدو گفت: ای نازک اندام یار 	
بیا دست از این شیر غمگین بدار
گرفتم که روزی شکارت کنم؟ 	
چو دندان ندارم چه کارت کنم؟

## سقراط و همسرش
شنیدم که سقراط نیکو سرشت 	
زنی داشت مانند ابلیس زشت
شبی بانگ بر وی زد آن پیرزن 	
نگفت آن خردمند دانا سخن
زن از جای جست و با التهاب 	
برویش فرو ریخت طشتی پر آب
چنین گفت داننده پیر خرد 	
که باران پس از برق و تندر رسد